# Франц Ројшек
Франц Ројшек Јака (Слапе, код Љубљане, 14. јун 1914 — Цеље, 11. август 1975) учесник Народноослободилачке борбе, генерал-мајор ЈНА и народни херој Југославије.

## Биографија
Рођен је 12. јуна 1914. године у селу Слапе, у близини Љубљане. Потицао је из земљорадничке породице, а након школовања је остао на селу и бавио се разним физичким пословима. Рано се повезао са револуционарним радничким покретом и читао марксиситичку литературу, а 1940. године је постао члан тада илегалне Комунистичке партије Словеније (КПС).
Делујући као комуниста у свом селу и околни, након окупације Југославије 1941. године је активно радио на организовању Народноослободилачког покрета (НОП). Радио је на прикупљању оружја, окупљању људи и другим пословима везаним за припрему оружаног устанка. Све до 1942. године, као партијски активиста је деловао на терену Вевчег поља, где је радио на организовању одбора Ослободилачког фронта (ОФ) и партизанских јединица, а учествовао је и у разним диверзантским акцијама.
Половином маја 1942. године је ступио у партизански одред, где је најпре био водник. Већ у првим борбама се истакао као храбар и пожртвован борац. Како је исказивао велико интересовање за политички рад и даље марксистичко образовање, био је након политичке обуке постављен за политичког комесара батаљона Друге групе партизанских одред Словеније, са којим је учествовао у бораба у Горењској и Долењској. Поред политичког рада са борцима, велику пажњу је посвећивао раду са народом, објашањавајући му циљеве Народноослободилачког покрета, као и тежње окупатора и домаћих издајника.
Септембра 1942. године када је формирана Четврта словеначка ударна бригада „Матија Губец”, Францов батаљон је ушао у њен састав. Почетком јануара 1943. године је био постављен за заменика команданта Трећег батаљона, а средином јула за команданта Првог батаљона. Након капитулације Италије, септембра 1943. године када је дошло до наглог развоја Народноослободилачке борбе у Словенији, као старом искусном борцу му је била поверена дужност Десете словеначке љубљанске ударне бригаде, са којом је од краја 1943. до половине 1944. године водио готово непрекидне борбе са немачким окупатором и квинслишким снагама на Курешлеку, Иловој Гори, Мокрецу, Полому и Храсту, Дубу, Ајдовц, Јеленовом жлебу, Рибници и деловима Горског котара и Хрватског приморја.
Половином 1944. године Главни штаб НОВ и ПО Словеније га је као искусног руководиоца упутио у Словеначки приморје, где је преузео најпре дужност заменика команданта, а потом команданта 30. словеначке дивизије, са којом је у зиму 1944/45. године водио веома тешке борбе на Трновској Планоти, Црном врху, Випавској долини, Цолу, Предмеји и Красу. У овим борбама се истакао као умешан командант, а дивизија је под његовим заповедништвом забележила значајне победе, као што је ослобођење Трнова и заробљавање елитне окупаторске јединице. Током завршних операција за ослобођење Југославије, 30. словеначка дивизија је учествовала у борбама за ослобођење Горског котара, Хрватског и Словеначког приморја.
Након ослобођења земље, Франц Ројшек је наставио професионалну војну каријеру у Југословенској народној армији (ЈНА). Завршио је Вишу војну академију и налазио се на многим одговорним дужностима. Пензионисан је 1965. године у чину генерал-мајора.
Након пензионисања је живео у Цељу, где је био активан друштвено-политички радник, делујући у општинској организацији Савеза удружења бораца Народноослободилачког рата (СУБНОР). Преминуо је 11. августа 1975. године у Цељу.
Носилац је Партизанске споменице 1941. и других југословенских одликовања, међу којима су Орден ратне заставе, Орден за војне заслуге са великом звездом, Орден партизанске звезде са пушкама и др. Орденом народног хероја је одликован 13. септембра 1952. године.